# Neuvième amendement de la Constitution d'Irlande
Le neuvième amendement de la Constitution de l'Irlande a étendu le droit de voter aux élections au Dáil Éireann (la chambre basse du parlement) à certains non-citoyens irlandais. 
Il a été approuvé par référendum le 14 juin 1984 et a été promulgué le 2 août de la même année.

## Texte
Le IX amendement a été retranscrit à l'article 16.1 de la Constitution irlandaise : 
- Version de l'article 16.1 avant le IXe amendement:

1° Tout citoyen, sans distinction de sexe, qui a atteint l'âge de 21 ans et qui n'est atteint d'aucune incapacité ou interdiction selon la Constitution ou la loi est éligible au Dail.
2° Tout citoyen, sans distinction de sexe qui a atteint l'âge de dix-huit ans qui n'est pas disqualifié par la loi et se conforme aux dispositions de la loi relative à l'élection des membres du Dáil Éireann, auront le droit de voter à une élection des membres du Dáil Éireann.
3° Aucune loi ne peut être adoptée pour rendre un citoyen inhabile ou incapable d'être élu député en raison de son sexe, ou pour exclure un citoyen du scrutin pour l'élection des députés, pour cette raison.
4° Aucun électeur ne peut exprimer plus d'un suffrage pour l'élection des députés, et le suffrage est secret.
- Version de l'article 16.1 modifiée par le IXe amendement :

1° Tout citoyen, sans distinction de sexe, qui a atteint l'âge de 21 ans et qui n'est atteint d'aucune incapacité ou interdiction selon la Constitution ou la loi est éligible au Dail.
2° i) Tous les citoyens, et
ii) les autres personnes déterminées par la loi, sans distinction de sexe, qui ont atteint l'âge 18 ans et qui ne sont pas exclues par la loi et observent les dispositions de la loi relative aux élections législatives ont le droit de vote pour les élections des députés.
3° Aucune loi ne peut être adoptée pour rendre un citoyen inhabile ou incapable d'être élu député en raison de son sexe, ou pour exclure un citoyen ou une autre personne du scrutin pour l'élection des députés, pour cette raison.
4° Aucun électeur ne peut exprimer plus d'un suffrage pour l'élection des députés, et le suffrage est secret.

## Contexte
En 1983, un projet de loi avait cherché à donner le droit de vote aux citoyens britanniques pour les élections législatives et les référendaires. Ce projet de loi qui avait été déférée à la Cour suprême irlandaise par le président irlandais et le tribunal, a été jugé inconstitutionnel. En fait, il s'agissait là de permettre aux citoyens britanniques résidant en république d'Irlande de participer aux élections du Dáil comme le pouvaient les citoyens irlandais résidant au Royaume-Uni pour les élections du Parlement britannique depuis 1949.